# Eburodacrys crassimana
Eburodacrys crassimana es una especie de escarabajo longicornio del género Eburodacrys, tribu Eburiini, subfamilia Cerambycinae. Fue descrita científicamente por Gounelle en 1909.

## Descripción
Mide 12-19,7 milímetros de longitud.

## Distribución
Se distribuye por Argentina, Bolivia, Brasil, Colombia, Paraguay, Surinam y Venezuela.